# Hemeromyia remotinervis
Hemeromyia remotinervis är en tvåvingeart som först beskrevs av Gabriel Strobl 1902.  Hemeromyia remotinervis ingår i släktet Hemeromyia och familjen kadaverflugor. Inga underarter finns listade i Catalogue of Life.